# غاري غيليام
غاري غيليام (بالإنجليزية: Garry Gilliam)‏ هو لاعب كرة قدم أمريكية أمريكي، ولد في 26 نوفمبر 1990 في هاريسبرج في الولايات المتحدة.

## وصلات خارجية
- الموقع الرسمي
- غاري غيليام على موقع مرجع كرة القدم المحترفة.كوم (الإنجليزية)
- غاري غيليام على موقع كلية كرة القدم في سبورتس رفرنس.كوم (الإنجليزية)